# دغابيس
دغابيس، هي أكلة من الأكلات الشهيرة في بلاد غامد بجنوب المملكة العربية السعودية وتحديداً الباحة، تٌصنع من البر وُطبخ في المرق حتى تنضج.
مفردها دغبوس ويطلق عليها في بلاد غامد وهي عبارة عن أكلة من العجين يوضع على المرق حتى ينضج، ويؤكل باليد بطريقة الخفس تؤخذ قطعة متوسطة ويتم حفرها بالإبهام وتملأ بالمرق ثم تؤكل. وهي من الأكلات الشعبية في بلاد غامد وغيرها من القبائل في جنوب المملكة. ومما تتميز به الدغابيس بأنها وجبة دسمة ويعتبرها البعض ثقيلة على المعدة مع أن مكوناتها صحية جداً.

## أشكالها
- دغابيس بالدجاج- مكونة من حب البر ولحم الدجاج
- دغابيس بلحم الإبل- مكونة من حب البر ولحم الإبل
- دغابيس باللحم المملح- مكونة من حب البر واللحم المملح
- دغابيس بلحم الماعز- مكونة من حب البر ولحم الماعز
- دغابيس بلحم البقر- مكونة من حب البر ولحم البقر
- دغابيس بلحم الغنم- مكونة من حب البر ولحم الغنم
- دغابيس بلحم قليم- مكونة من حب البر ولحم قليم
- دغابيس بفريقة- مكونة من حب البر واللحم المملح
- دغابيس بخضارة- مكونة من حب البر ولحم الماعز
- دغابيس بدجر- مكونة من حب البر ولحم البقر
- دغابيس مع السمن- مكونة من حب البر ولحم الغنم
- دغابيس بدجر اخضر- مكونة من حب البر ولحم قليم.[3]

## انظر ايضاً
- رقش (طعام)
- بازين
- بسيسة
- كبسة
- العصيدة

## وصلات خارجية
- مفهوم الحياة القديمة لدى قبائل الجنوب.